# الإنزال اليوناني في إزمير
الإنزال اليوناني في إزمير ((باليونانية: Ελληνική απόβαση στη Σμύρνη)‏ و (بالتركية:  İzmir'in İşgali)‏ وتعني احتلال إزمير) هي عملية عسكرية شنها الجيش اليوناني في يوم 15 مايو 1919، بدأت بإنزال قواته في مدينة إزمير والمناطق المحيطة بها. أقرت قوات الحلفاء تلك العملية، وأشرفت على تحقيقها، وساعدت في توجيه اليونانيين للسيطرة على بعض المواقع الرئيسية ونقل السفن الحربية إلى ميناء إزمير. أثناء الإنزال انطلقت رصاصة على فوج إيفزون 1/38 اليوناني، مما أدى إلى وقوع أعمال عنف كبيرة بمشاركة القوات اليونانية والمواطنين اليونانيين في إزمير. أصبح هذا الحدث مهمًا لبدء الاحتلال اليوناني لإزمير مدة ثلاث سنوات وكان شرارة رئيسية للحرب اليونانية التركية (1919-1922).

## الاستهلال
مع انتهاء الحرب العالمية الأولى (1914-1918) وهدنة مودروس التي أنهت الجبهة العثمانية للحرب العالمية الأولى، بدأ الحلفاء سلسلة من محادثات السلام التي ركزت على تقسيم الدولة العثمانية. خلال مؤتمر باريس للسلام 1919، استولى الإيطاليون على أنطاليا وبدأوا بإظهار بوادر تحريك قواتهم نحو إزمير. وعندما غادر الإيطاليون المؤتمر احتجاجًا على بعض القضايا، دفع كلا من رئيس الوزراء البريطاني ديفيد لويد جورج ورئيس الوزراء اليوناني إلفثيريوس فينيزيلوس تقريرًا مختلقًا في مفاوضات السلام زعما فيه أن السكان المسيحيين هم تحت تهديد مباشر لإقناع فرنسا والولايات المتحدة بدعم استيلاء اليونان على ولاية آيدين وعاصمتها إزمير. لم يتم تحديد حدود وشروط الاحتلال اليوناني ولكن في بداية مايو 1919 دعمت قوات الحلفاء إنزال القوات اليونانية في إزمير ونقلوا عددًا من البوارج إلى المنطقة للتحضير للإنزال.
بينما كانت المفاوضات لا تزال جارية، أبلغ فينيزيلوس كليمنصو بتدهور الوضع في ولاية آيدين، حيث إدعى أن الوالي نور الدين باشا أمر الجماعات الإسلامية بارتكاب تجاوزات ضد السكان اليونانيين. كما أبلغت المخابرات البريطانية بتدهور القانون والنظام في المنطقة ودور إيطاليا في إثارة هذا الوضع. ثم أبلغ فينيزيلوس المجلس الأعلى للحلفاء في مايو بالتعاون الإيطالي التركي وطلب إرسال سفن الحلفاء إلى إزمير. بالرغم من قبول المجلس هذا الطلب في البداية، إلا أنه لم ينفذ على الفور. في هذا السياق كان رئيس الوزراء البريطاني ووزارة الخارجية من الداعمين الرئيسيين للإنزال اليوناني بهدف «إعادة النظام العام وإحباط المذابح».

### ردود الفعل التركية
تم تنظيم جمعية الدفاع عن الحقوق العثمانية في إزمير (İzmir Müdafaa-i Hukuk-ı Osmaniye Cemiye) للإستعداد لوصول القوات اليونانية. تم تعيين الوالي نور الدين باشا آمر القيادة الإقليمية في أيدين، ودعم أنشطة جمعية الدفاع عن الحقوق العثمانية في إزمير. لكنه استقال تحت ضغط دول الحلفاء. تم تعيين «كمبور» كرد أحمد عزت باشا حاكماً جديداً في 11 مارس، وتعيين اللواء المتقاعد علي نادر باشا في منصب القائد العسكري في 22 مارس 1919.

### أسطول الحلفاء
في الأسابيع الأولى من مايو 1919 دخلت سفن الحلفاء الحربية المنطقة للتحضير للعملية. كان الأميرال البريطاني سومرست جوف كالثورب القائد الأساسي للعملية التي شاركت فيها قوات بريطانية وامريكية وفرنسية وإيطالية ويونانية. وفي 11 مايو 1919 وصل إزمير الأدميرال مارك لامبرت بريستول قائد مفرزة البحرية الأمريكية في المياه التركية قادمًا من إسطنبول على متن سفينة حربية. كما هو مخطط ستحتل القوات البريطانية قارابورون وأوزونادا، وتحتل القوات الفرنسية أورلا وفوتشا، والقوات اليونانية تحتل ياني قلعة.

## الإنزال اليوناني

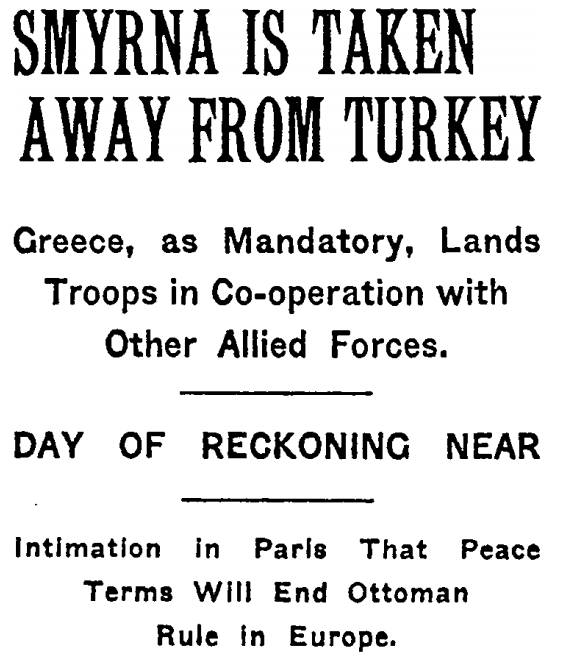
مقالة في نيويورك تايمزبتاريخ 17 مايو 1919 يذكر فيه أن إزمير قد سحبت من تركيا

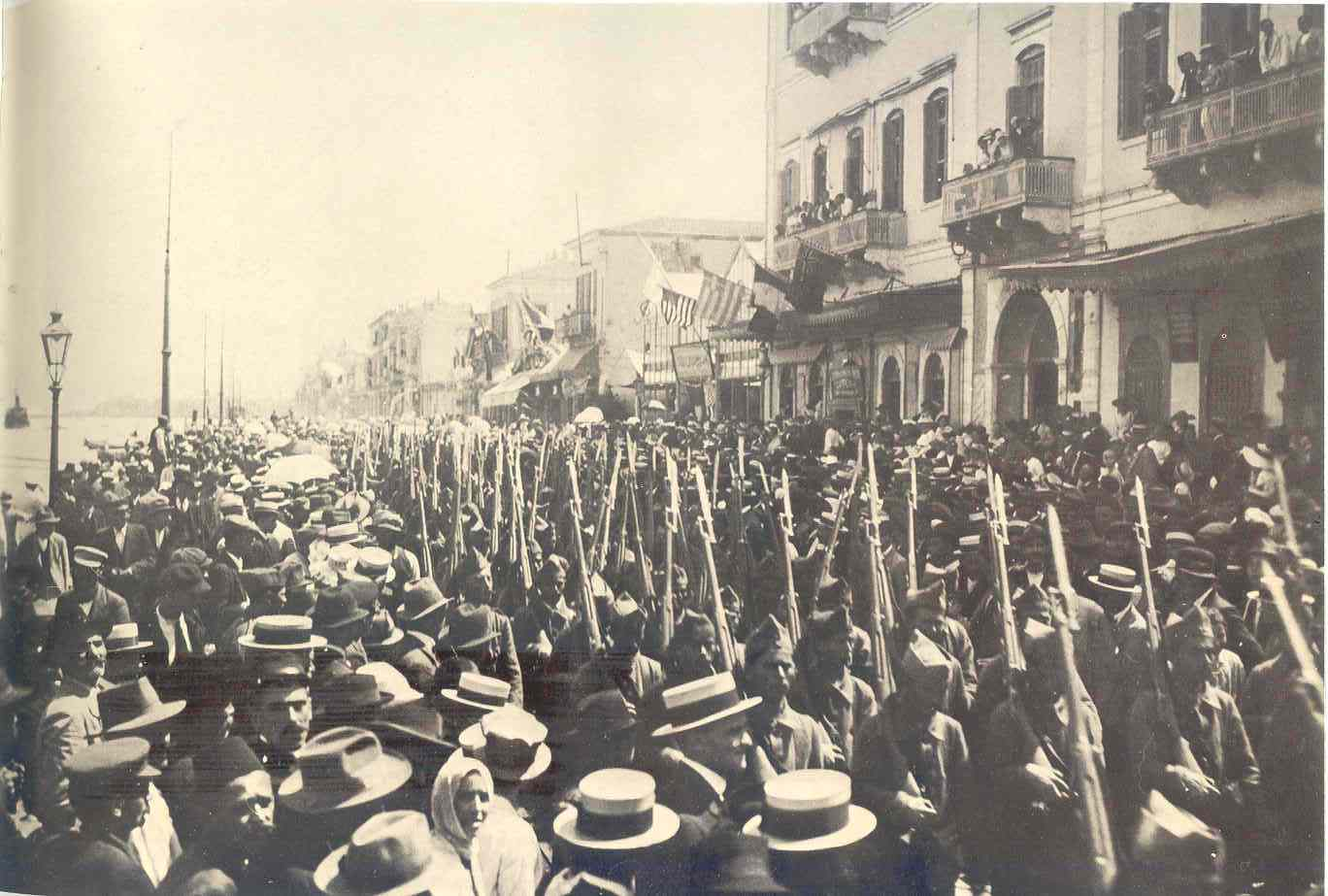
مسيرة للقوات اليونانية في الطريق الساحلي في إزمير مايو 1919

بعد ظهر يوم 11 مايو 1919 تلقى قائد فرقة المشاة الأولى للجيش اليوناني المتمركز في كافالا العقيد نيكولاوس زافيريو أوامر ببدء العملية. في صباح اليوم التالي توجهت قوة الإنزال المكونة من 13,000 جندي مع الطاقم المساعد، و 14 سفينة نقل ترافقها 3 مدمرات بريطانية و 4 مدمرات يونانية إلى إزمير. كان الأمر الذي أصدره زافيريو لجنوده الذين علموا بوجهتهم بعد المغادرة على النحو التالي:
أينما ذهبنا يجب أن نعرف أننا سنحرر إخواننا من حكم أجنبي. الحماس الذي يملأ قلوبنا له ما يبرره تمامًا، لكن أي مظهر غير لائق لهذا الحماس سيكون في غير محله تمامًا. يجب ألا ننسى أنه عندما نصل إلى وجهتنا سنلتقي بأتراك ويهود وأوروبيين من طوائف أخرى. يجب أن يعامل الجميع بنفس الطريقة. بعد قليل سيصبحون إخواننا كما لو كانوا يونانيين حقيقيين.
في 14 مايو 1919 قالت البعثة اليونانية في إزمير في بيان أعلنت فيه بوصول القوات اليونانية في اليوم التالي إلى المدينة. وقال سميث أن هذا الخبر استقبله السكان اليونانيون بفرحة كبيرة، بينما تجمع الآلاف من السكان الأتراك في التل في تلك الليلة وأشعلوا النيران وقرعوا الطبول احتجاجًا. وظهرت بعدها ترجمة مشاعر الأتراك في تلك المناسبة بأن النية لم تكن مقاومة سلمية بحتة. ففي تلك الليلة أطلق سراح عدة مئات من السجناء معظمهم من الأتراك، بتواطؤ السلطات العثمانية والرائد الإيطالي المسؤول عن السجن. واشترى بعضهم أسلحة من مستودع بالقرب من الثكنات.
بدأ دخول القوات اليونانية إزمير في اليوم التالي، حيث تجمع الآلاف على الواجهة البحرية ملوحين بالأعلام اليونانية على الأرصفة حيث كان من المتوقع وصول القوات اليونانية. بارك مطران إزمير طلائع القوات عند وصولها الساعة 08:00. لم تكن للعقيد زافيريو المسئول عن تلك العملية الإرادة ولا المكانة لفرض نفسه بقوة على رجاله، ولم يكن هناك مفوض سامي معين ولا قيادات عسكرية من أجل الإنزال مما أدى إلى سوء التواصل وانهيار الانضباط. الأهم من ذلك أدى ذلك إلى هبوط فوج إيفزون 1/38 إلى الشمال حيث كان من المقرر أن يشغلوا موقعهم. نتيجة لذلك اضطروا إلى السير جنوباً مروراً بجزء كبير من الجماهير اليونانية المحتفية بالإنزال، وكذلك بقناق الحكومة العثمانية وثكنات القوات العثمانية. أطلق تركي رصاصة واحدة (يشير سميث إلى أنه لا أحد يعرف من أطلق الرصاصة) ونتج عن ذلك فوضى وإطلاق القوات اليونانية عدة رصاصات على القناق والثكنات. استسلمت القوات العثمانية وبدأ الفوج اليوناني في نقلهم عبر الساحل إلى إحدى السفن لتكون بمثابة سجن مؤقت. أفاد ضباط الحلفاء في المرفأ أنهم رأوا القوات اليونانية تطلق الحراب على العديد من السجناء الأتراك أثناء المسيرة ثم رأوهم يُلقون بهم في البحر. وأُجبر السجناء على الصراخ «عاش فينيزيلوس!» و«تحيا اليونان!». أشار دونالد ويتال وهو مواطن بريطاني وأحد المراقبين المحايدين القلائل أثناء عملية الإنزال إلى أن ثلاثين سجيناً غير مسلحين ذبحوا. أفاد قبطان HMS Adventure أن ضابطًا تركيًا سار رافعاً يديه، ثم فجاة تغير اتجاهه، فقد أصيب بعقب بندقية جندي يوناني في مؤخرة رأسه. وحين حاول الوقوف، تعرض للضرب مرة أخرى ورُصف بالحراب قبل أن ينفجر الجزء العلوي من رأسه.

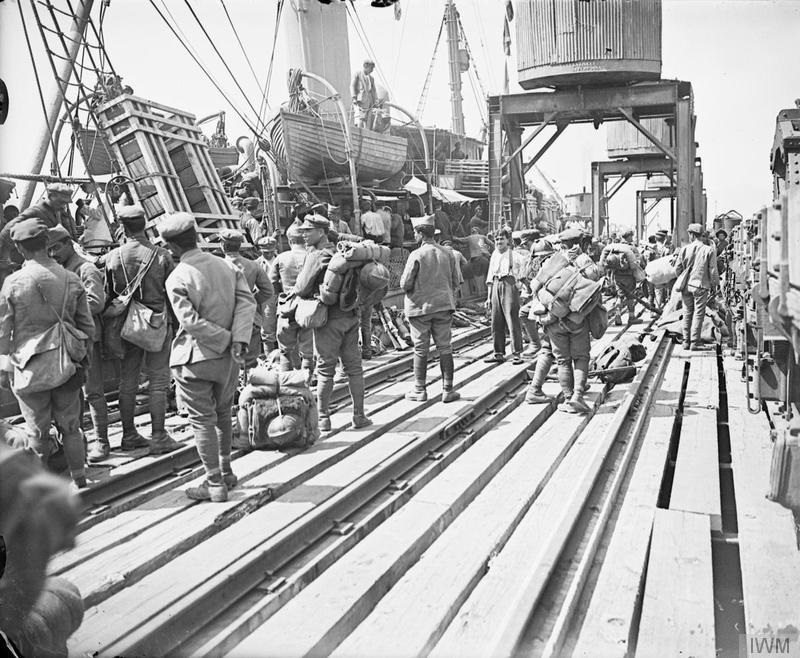
صورة للإنزال اليوناني

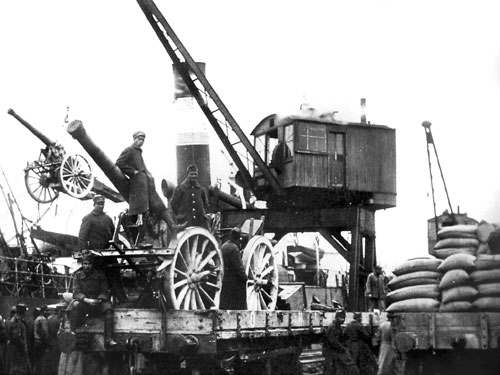
القوات اليونانية تنزل مدافع

أعقب الإنزال أعمال عنف وفوضى وساهمت القوات اليونانية والمواطنون اليونانيون في إزمير في تلك الفوضى. فتعرضت بعض المحلات التجارية الخاصة باليهود للنهب من الجنود اليونانيين. في الأيام التي أعقبت الإنزال، اعتقلت القوات اليونانية بشكل تعسفي حوالي 2500 شخص. ثم بدأ نهب المنازل التركية في المدينة والمناطق المحيطة ليلة 15 مايو واستمر ذلك لعدة أيام. أفادت لجنة التحقيق المشتركة من الحلفاء بما يلي:
في 15 و 16 مايو وقعت أعمال عنف ونهب لا حصر لها استهدفت الشعب التركي ومنازلهم في المدينة. سُرقت الطرابيش مما منع الأتراك من مغادرة منازلهم. تعرضت العديد من النساء للاغتصاب، وقُتل مدنيون. وجرت أعمال عنف ونهب في الغالب على يد حشود من أهالي المدينة اليونانيين، وقد ثبت أن الجنود انضموا إليها أيضًا وأن الإدارة العسكرية لم تتخذ أي إجراء فعال لوقف أعمال العنف والنهب حتى فات الأوان.
غادر الأدميرال كالثورب المنطقة في 21 مايو، وفي 23 مايو خالف القائد اليوناني في المنطقة الأوامر الصادرة عن الحلفاء وفنيزيلوس فأمر بتوسيع العمليات العسكرية في أيدين وشهود. في البداية لم تواجه تلك العمليات مقاومة كبيرة، ولكن اندلع عنف عرقي على طول الطريق مما أدى إلى أعمال عنف وفوضى كبيرة؛ على وجه الخصوص في معركة أيدين من 27 مايو حتى 27 يونيو 1919. وفي العديد من المناطق تقوم القوات اليونانية بتسريح الشرطة العثمانية، ثم تغادر المنطقة مما أدى إلى قيام الأتراك بقتل مواطنين يونانيين ونهب ممتلكاتهم. كان هذا انتقامًا من الفظائع التي ارتكبها الجنود والمدنيون اليونانيون في إزمير والمناطق المحيطة بها ضد الأتراك.
عندما كشف مجلس العموم البريطاني عن الفظائع وأدانها في 26 يونيو، واجه فينيزيلوس ضغوطًا دبلوماسية بريطانية لإجراء تحقيق رسمي. أصدرت محكمة عسكرية في 15 أغسطس 1919 بقيادة المفوض السامي اليوناني للعنف في 15 و 16 مايو 74 إدانة (بما في ذلك 48 يونانيًا و 13 تركيًا و 12 أرمنيًا ويهودي واحد).
وبحسب لجنة التحقيق المشتركة بين الحلفاء، فإن الخسائر في الأرواح في 15 مايو كانت على النحو التالي: الجيش اليوناني (2 قتيل و6 جرحى)؛ 100 مدني يوناني (20 قتيلاً و 20 غريق و60 جريحًا)؛ 300-400 مدني تركي بين قتيل وجريح. أفاد شهود عيان في إزمير عن ارتفاع عدد الضحايا المدنيين بين الأتراك. قدر ضابط البحرية الأمريكية في يو إس إس أريزونا التي رست في ميناء إزمير عن زيادة 300-500 في القتلى الأتراك، أي بإجمالي 700-1000 ضحية. وفيما يتعلق بالخسائر اليونانية، فقد قدر بقتلى جنديين و 15-20 جريحًا و 20-30 قتيلًا و 40-50 جريحًا من المدنيين وقدر القس ماكلاكلان وهو كندي مسؤول عن الكلية الدولية في إزمير بمقتل 400-600 تركي.

## التأثيرات
بدأ الجيش اليوناني منذ البداية بإظهار الدلائل على أنهم لم يأتوا لاحتلال مؤقت بل لضم دائم. فكانت النية كما رآها الأتراك هي دمج غرب الأناضول باليونان بعد رؤية الأراضي التي احتلها اليونانيون. كان رد الفعل التركي على هذه التطورات هو الغضب، مما أدى إلى اندلاع أعمال عنف في المنطقة. بعد صدمة الإنزال، بدأت الجماعات التركية بالانتقام في ارتكاب تجاوزات ضد المجتمعات اليونانية المدنية المقيمة خارج منطقة الاحتلال. بينما كانت هناك مظاهرات كبيرة ضد قوات الحلفاء في إسطنبول، وقع أول اشتباك مسلح في الأناضول بين الأتراك واليونانيين في 28 مايو في أوديميش. كان هذا بين مجموعة صغيرة من الأتراك والجيش اليوناني. وبعدها اندلعت حرب عصابات تركية على طول مسار التقدم اليوناني.
بعد الإنزال أنشأ اليونانيون منطقة إدارية لحكم إزمير من 1919 حتى 9 سبتمبر 1922. بعد أعمال العنف في مايو 1919 بدأ العديد من الحلفاء في الحد من دعمهم للعملية: أصبحت فرنسا وإيطاليا ترفضان الاحتلال اليوناني الدائم، وقد أعطت معاهدة سيفر التي ولدت ميتة في 1920 اليونان السيطرة الإدارية على المنطقة، بينما احتفظت تركيا بالسيادة، وبعدها بخمس سنوات سيكون هناك استفتاء يحدد السيادة الدائمة للمنطقة. انتهى الاحتلال اليوناني عندما دخلت القوات التركية إزمير في 9 سبتمبر 1922.